# Дельбрюк, Бертольд
Бертольд Густав Готлиб Дельбрюк (нем. Berthold Gustav Gottlieb Delbrück; 26 июля 1842, Путбус, Рюген — 3 января 1922, Йена) — немецкий лингвист, специалист по сравнительному языкознанию, один из главных представителей школы младограмматиков. В ЭСБЕ назван лучшим знатоком индоевропейского синтаксиса начала XX века

## Биография
Получил образование в университете Халле (филология), затем в Берлине (санскрит). Защитил диплом в 1861 году в возрасте 19 лет. В 1866 году защитил диссертацию о синтаксисе в Ригведе. Преподавал в Галле и в Йене (сравнительное языкознание, санскрит), в 1908—1913 — ректор Йенского университета.
Основной сферой научных интересов Дельбрюка был сравнительно-исторический синтаксис индоевропейских языков, который он изучал в основном на материале древнегреческого и санскрита. Вместе с Карлом Бругманом написал монументальный «Очерк сравнительной грамматики индоевропейских языков» (нем. Grundriß der vergleichenden Grammatik der indogermanischen Sprachen), где ему принадлежат три последних тома, посвящённых синтаксису (1893, 1897, 1900). Дельбрюк фактически заложил основания науки об историческом синтаксисе; многие его наблюдения и выводы не утратили своего значения и по сей день. Краткий очерк истории сравнительного языкознания, написанный Дельбрюком в 1904 году, выдержал множество изданий и переведён на русский язык.
В 1884 году в журнале А. А. Хованского «Филологические записки» был опубликован перевод статьи Дельбрюка «Введение в изучение языка (К истории и методике сравнительного языкознания)».

## Основные работы
- Дельбрюк Б. Введение в изучение языка. Из истории и методологии сравнительного языкознания. 2-е изд. М.: «Едиториал УРСС», 2003 ISBN 5-354-00212-5
- Delbrück B. Das altindische Verbum. Halle 1874
- Delbrück B. Сравнительный синстаксис индоевропейских языков / Vergleichende Syntax der indogermanischen Sprachen. 3 Bände. Trübner, Straßburg 1893—1900
- Delbrück B. Grundfragen der Sprachforschung. Straßburg 1901
- Delbrück B. Einleitung in das Studium der indogermanischen Sprachen. 6. Aufl. Breitkopf und Haertel, Leipzig 1919. Reprint im Georg Olms Verlag, Hildesheim 1976, ISBN 3-487-05976-2